# Chiuduno
Chiuduno là một đô thị ở tỉnh Bergamo trong vùng Lombardia của nước Ý, có vị trí cách khoảng 60 km về phía đông bắc của Milano và khoảng 15 km về phía đông nam của Bergamo, mid way between the Bergamo plain and the Valcalepio.

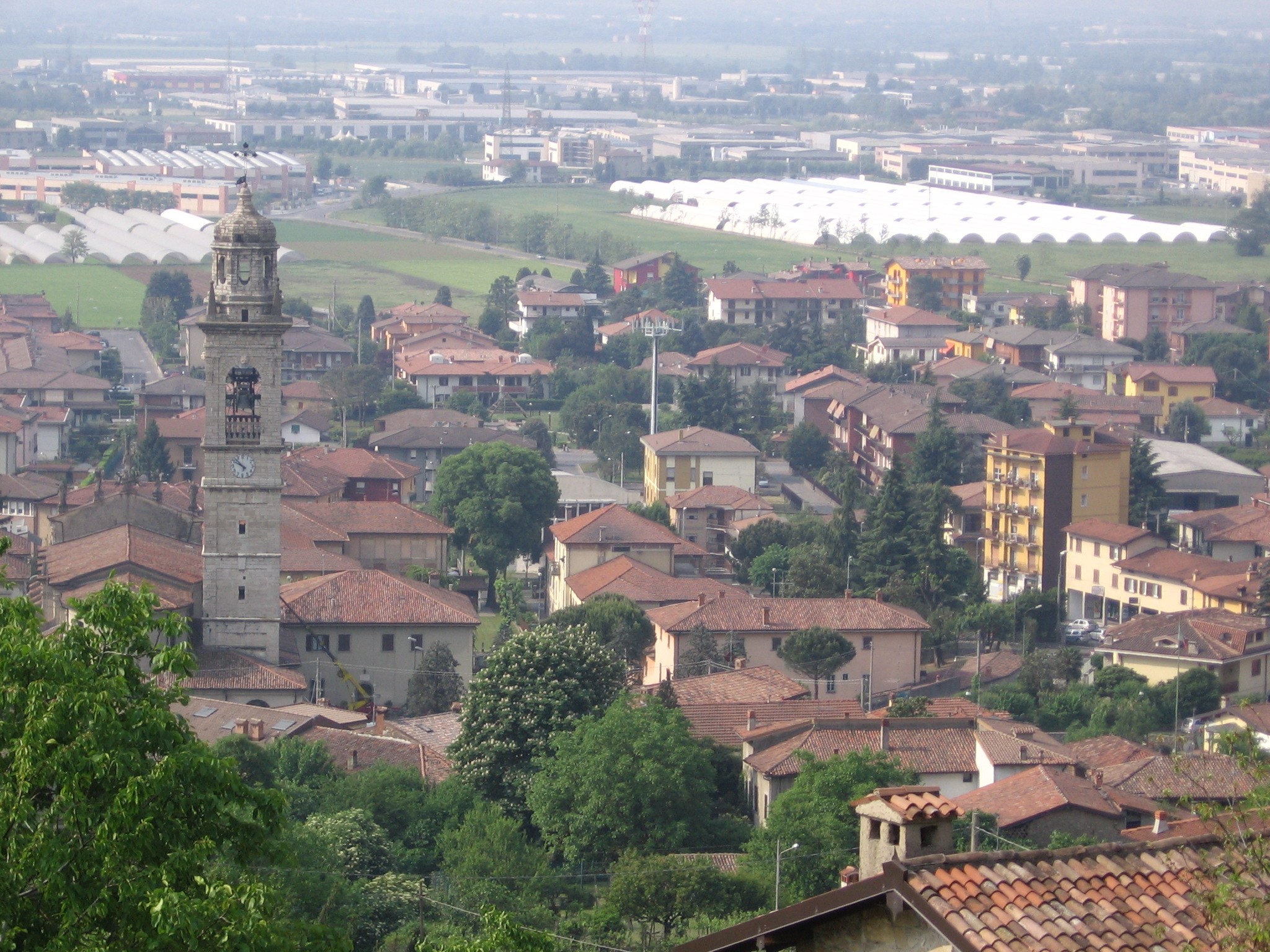
Chiuduno.

Chiuduno giáp các đô thị: Bolgare, Carobbio degli Angeli, Grumello del Monte, Telgate.